# Sigrid Onégin
Sigrid Onégin, właśc. Elisabeth Elfriede Emilie Hoffmann, także Lilly Hoffmann (ur. 1 czerwca 1889 w Sztokholmie, zm. 16 czerwca 1943 w Magliaso) – niemiecka śpiewaczka operowa, alt.

## Życiorys
Była córką Niemca i Francuzki. Wychowywała się w Paryżu, studiowała w Monachium i Mediolanie, konsultowała się także w zakresie śpiewu z Lilli Lehmann i Margarethe Siems. Zadebiutowała jako śpiewaczka na koncercie w Wiesbaden w 1911 roku, wówczas jeszcze pod nazwiskiem Lilly Hoffmann. W 1912 roku została zaangażowana do opery w Stuttgarcie, gdzie wystąpiła w swojej pierwszej roli operowej – Carmen w operze Georges’a Bizeta. W tym samym roku kreowała rolę Diady w prapremierze opery Richarda Straussa Ariadna na Naksos. W 1913 roku poślubiła rosyjskiego pianistą Jewgienija Lwowa (1883–1919), posługującego się pseudonimem Eugene Onégin i przybrała wówczas swój pseudonim sceniczny. W czasie I wojny światowej jako żona Rosjanina została internowana w Niemczech. Po śmierci męża powtórnie zawarła związek małżeński, z niemieckim lekarzem Fritzem Penzoldtem.
W latach 1919–1920 śpiewała w operze w Monachium. W 1922 roku debiutowała w Metropolitan Opera w Nowym Jorku jako Amneris w Aidzie Giuseppe Verdiego. Występowała w Berlinie (1926–1933), Londynie (1927) i Zurychu (1931–1935), a także na festiwalach w Salzburgu (1931–1932) i Bayreuth (1933–1934).
Występowała w operach i dramatach muzycznych Richarda Wagnera (m.in. Fryka w Walkirii, Brangena w Tristanie i Izoldzie, Waltrauta w Zmierzchu bogów), kreowała też główną rolę w Orfeuszu i Eurydyce Ch.W. Glucka i rolę Dalili w Samsonie i Dalili Camille’a Saint-Saënsa. Dysponowała głosem o dużej rozpiętości, pozwalającym jej odtwarzać także sopranową partię Lady Makbet w Makbecie Giuseppe Verdiego. Pozostawiła po sobie nagrania płytowe dla wytwórni Polydor, Brunswick, Victor i HMV.